# Gymnastikos Athlītikos Syllogos Pamvochaïkos 2017-2018
Questa voce raccoglie le informazioni riguardanti il Gymnastikos Athlītikos Syllogos Pamvochaïkos nella stagione 2017-2018.

## Organigramma societario
Area direttiva
- Presidente: Euaggelos Mpartzīs

Area organizzativa
- Team manager: Giannīs Stampedakīs

Area tecnica
- Primo allenatore: Kōstas Delīkōstas
- Secondo allenatore Chrīstos Vardīs
- Allenatore: Tasos Maras
- Scoutman: Viky Nentī

Area sanitaria
- Preparatore atletico: Giannīs Nteros
- Fisioterapista: Michaela Mauroeidī

## Rosa
| N° | Nome                   | Ruolo | Data di nascita  | Nazionalità sportiva |
| -- | ---------------------- | ----- | ---------------- | -------------------- |
| 1  | Nikolaos Palentzas     | O     | 6 aprile 1991    | Grecia               |
| 2  | Nikos Karatzas         | C     | 13 aprile 1998   | Grecia               |
| 2  | Victor Pereira         | C     | 2 agosto 1991    | Brasile              |
| 3  | Dīmītrīs Gkaras        | L     | 12 novembre 1985 | Grecia               |
| 4  | Alexandros Nanopoulos  | S     | 9 settembre 2005 | Grecia               |
| 5  | Trevor Weiskircher     | S     | 27 giugno 1994   | Stati Uniti          |
| 5  | Fernando Morales       | P     | 4 febbraio 1982  | Porto Rico           |
| 6  | Gladstone de Jesus     | C     | 28 febbraio 1997 | Brasile              |
| 7  | Frixos Kōstakīs        | S     | 1º maggio 1999   | Grecia               |
| 8  | Euaggelos Geōrgiou     | P     | 4 febbraio 1999  | Grecia               |
| 9  | Dīmītrīs Nanopoulos    | S     | 20 febbraio 2000 | Grecia               |
| 9  | Daniel de Oliveira     | S     | 21 agosto 1997   | Brasile              |
| 12 | Thodōrīs Voulkidīs     | C     | 30 marzo 1996    | Grecia               |
| 14 | Anestīs Dalakouras     | S     | 18 giugno 1993   | Grecia               |
| 15 | Michalīs Sarikeisoglou | S     | 28 aprile 1983   | Grecia               |
| 17 | Ricardo Perini         | P     | 18 gennaio 1984  | Brasile              |

## Statistiche

### Statistiche di squadra
| Competizione    | Punti | In casa | In casa | In casa | In trasferta | In trasferta | In trasferta | Totale | Totale | Totale |
| Competizione    | Punti | G       | V       | P       | G            | V            | P            | G      | V      | P      |
| --------------- | ----- | ------- | ------- | ------- | ------------ | ------------ | ------------ | ------ | ------ | ------ |
| Volley League   | 30    | 12      | 5       | 7       | 12           | 6            | 6            | 24     | 11     | 13     |
| Coppa di Grecia | -     | 1       | 0       | 1       | 0            | 0            | 0            | 1      | 0      | 1      |
| Coppa di Lega   | 6     | -       | -       | -       | -            | -            | -            | 3      | 2      | 1      |
| Totale          | -     | 12      | 5       | 7       | 12           | 6            | 6            | 28     | 13     | 15     |

G = partite giocate; V = partite vinte; P = partite perse

### Statistiche dei giocatori
| Giocatore        | Volley League | Volley League | Volley League | Volley League | Volley League | Coppa di Lega | Coppa di Lega | Coppa di Lega | Coppa di Lega | Coppa di Lega |
| Giocatore        | P             | PT            | AV            | MV            | BV            | P             | PT            | AV            | MV            | BV            |
| ---------------- | ------------- | ------------- | ------------- | ------------- | ------------- | ------------- | ------------- | ------------- | ------------- | ------------- |
| A. Dalakouras    | 23            | 200           | 173           | 19            | 8             | 3             | 28            | 25            | 2             | 1             |
| G. de Jesus      | 24            | 269           | 167           | 53            | 49            | 3             | 31            | 14            | 8             | 9             |
| D. de Oliveira   | 15            | 152           | 123           | 10            | 19            | 1             | 6             | 5             | 0             | 1             |
| E. Geōrgiou      | 20            | 5             | 0             | 1             | 4             | 2             | 1             | 0             | 1             | 0             |
| D. Gkaras        | 24            | 0             | 0             | 0             | 0             | 3             | 0             | 0             | 0             | 0             |
| N. Karatzas      | 1             | 0             | 0             | 0             | 0             | 0             | 0             | 0             | 0             | 0             |
| F. Kōstakīs      | 15            | 39            | 32            | 4             | 3             | 3             | 5             | 2             | 2             | 1             |
| F. Morales       | 20            | 37            | 8             | 8             | 21            | 1             | 2             | 2             | 0             | 0             |
| A. Nanopoulos    | 0             | 0             | 0             | 0             | 0             | -             | -             | -             | -             | -             |
| D. Nanopoulos    | 0             | 0             | 0             | 0             | 0             | 0             | 0             | 0             | 0             | 0             |
| N. Palentzas     | 24            | 474           | 418           | 32            | 24            | 3             | 57            | 49            | 3             | 5             |
| V. Pereira       | 14            | 140           | 97            | 32            | 11            | 1             | 14            | 7             | 2             | 5             |
| R. Perini        | 4             | 4             | 1             | 3             | 0             | 2             | 0             | 0             | 0             | 0             |
| M. Sarikeisoglou | 16            | 29            | 27            | 0             | 2             | 0             | 0             | 0             | 0             | 0             |
| T. Voulkidīs     | 15            | 81            | 50            | 23            | 8             | 2             | 16            | 4             | 6             | 6             |
| T. Weiskircher   | 4             | 16            | 14            | 2             | 0             | 2             | 8             | 8             | 0             | 0             |

P = presenze; PT = punti totali; AV = attacchi vincenti; MV = muri vincenti; BV = battute vincenti

NB: Non sono disponibili i dati relativi alla Coppa di Grecia e di conseguenza quelli totali della stagione